# Noviny
Noviny – program informacyjny słowackiej telewizji JOJ.

## Godziny nadawania
- codziennie o godzinie 19:30 – wydanie główne
- od poniedziałku do piątku o godzinie

6:15 – wydanie poranne
- od poniedziałku do piątku o godzinie 12.00 – Noviny o 12:00 (wydanie południowe)
- od poniedziałku do piątku o godzinie 17.30 – Noviny (wydanie popołudniowe)
- codziennie o godzinie 19.00 – Krimi (wiadomości kryminalne)
- codziennie o godzinie 20.25 – wiadomości sportowe

Dodatkowo codziennie emitowana jest prognoza pogody Najlepšie Počasie oraz Top Star.

## Prowadzący
- Lucia Barmošová
- Andrea Pálffy Belányiová
- Aneta Parišková
- Jan Mečiar
- Ľuboš Sarnovský

## Byli prowadzący
- Zuzana Hajdu
- Adriana Kmotríková
- Dana Roháčová-Španková
- Braňo Ondruš